# Hans Aniol
Josef Karl Hans Aniol (* 12. Juni 1878 in Berlin; † 12. November 1945 ebenda) war ein deutscher Schwimmer und Wasserballspieler.

## Biografie
Hans Aniol wurde in der elterlichen Wohnung in der Rossstraße 23 (heute Fischerinsel) in Altkölln geboren. Seine Eltern waren der Prokurist Franz Aniol und dessen Ehefrau Sofie Charlotte Hermine geb. Maxdorf. Die Familie war evangelischer Konfession.
Im Reichsausschuss für die Olympischen Spiele machte sich der Präsident des Deutschen Schwimm-Verbands Georg Hax für die Wassersportler bei den Olympischen Sommerspielen 1900 in Paris stark. Jedoch verteilte der Generalsekretär Gebhardt die Gelder überwiegend an die Turner, somit stellte sich das Teilnehmerfeld im Schwimmen schnell zusammen. Auf die Ausschreibung von Hax für eine deutsche Mannschaft bei den Spielen meldete sich lediglich der SC Otter aus Berlin. Da Hax jedoch wusste, dass dieser wenig Chancen hätte, holte er sich die Erlaubnis ein, eine Auswahlmannschaft zu entsenden. Dabei wollte er ein bis zwei gute Schwimmer in die Mannschaft integrieren. Einen Monat vor den Spielen kam es jedoch zum Spielabbruch eines Spiels des SC Otter, nachdem die Spieler beleidigend gegenüber dem Schiedsrichter geworden waren. Der Verband wollte diese Mannschaft nicht als deutsche Vertretung nach Paris entsenden.
In kurzer Zeit stellte Georg Hax nun eine Auswahlmannschaft zusammen, in der er selbst als Mannschaftskapitän und Torhüter mitwirkte. Dies war somit die Geburtsstunde der deutschen Wasserballnationalmannschaft. Dieser gehörte auch Hans Aniol an. Im Viertelfinale spielte die Mannschaft gegen die Pupilles de Neptune aus Lille. Zur Halbzeit lagen die Franzosen bereits 3:0 in Führung, da die Deutschen Schwierigkeiten hatten mit den internationalen Regeln zurechtzukommen. Doch in der zweiten Hälfte schaffte die Mannschaft immerhin noch zwei Tore, unterlag dennoch mit 2:3.
Auch bei den Schwimmwettkämpfen der Spiele war Aniol vertreten. Im Unterwasserschwimmen belegte er den sechsten Rang.
1905 arbeitete Aniol als Kaufmann in Sheffield. Im selben Jahr heiratete er Elise Müller (1879–1945) in Berlin.
Aniol starb 1945 in seiner Lichtenberger Wohnung am Hendrichplatz 29 an einem Schlaganfall.